# Vietnamul de Sud
Vietnamul de Sud cunoscut și sub numele de Republica  Vietnam a fost un stat,  între 1955-1975, în Asia de Sud-Est cu capitala la Saigon.